# Burg Nové Hrady
Die Burg Nové Hrady (deutsch Burg Gratzen) befindet sich in Nové Hrady nahe der österreichischen Grenze im Okres České Budějovice, Tschechien. Sie wird auch Altes Schloss genannt, um sie vom Neuen Schloss zu unterscheiden. Seit 2002 besitzt sie den Status eines Nationalen Kulturdenkmals.

## Geschichte
Die gotische Burg wurde wahrscheinlich in der ersten Hälfte des 13. Jahrhunderts erbaut. Bauherr war möglicherweise die Familie Kostka von Postupitz. 1279, im Jahr ihrer urkundlichen Erstnennung, war die Anlage jedoch im Besitz eines Ojíř aus dem Geschlecht der Witigonen. Sie wurde, trotz des größten Burggrabens Böhmens, einige Male gebrandschatzt. In der Burg kam es 1579 zur Explosion von Schwarzpulver, und schließlich wurde sie 1590 auch durch ein Erdbeben beschädigt. Aus diesem Grund mussten die Herren der Burg, es waren bis 1359 die Landsteiner, danach die Rosenberger und ab 1620 die Charles Bonaventure de Longueval von Buquoy, die Burg öfter umbauen. Die Anlage war bis 1750 bewohnt.
1792 wurden auf dem Burggelände neue Gebäude errichtet. Zunächst waren herrschaftliche Beamte, dann die Forstverwaltung und ab Ende des 18. Jahrhunderts das Archiv und die Bibliothek der Familie Buquoy darin untergebracht.

## Umgebung
In der Nähe der Burg befindet sich der Landschaftspark Terčino údolí mit einem künstlichen Wasserfall.